# Oscar Pehrsson
Pour les articles homonymes, voir Pehrsson.
 (décembre 2017).
Si vous disposez d'ouvrages ou d'articles de référence ou si vous connaissez des sites web de qualité traitant du thème abordé ici, merci de compléter l'article en donnant les références utiles à sa vérifiabilité et en les liant à la section « Notes et références ».
Oscar Pehersson, né le 10 avril 1988 à Skerike, est un footballeur suédois. Il évolue au poste de défenseur central avec le club suédois de l'Akropolis IF.

## Biographie
Pehrsson commence sa carrière en amateurs à Gideonsbergs IF, une équipe de la périphérie nord de Västerås, militant dans les divisions inférieures.
Avant le début de la saison 2006, Pehrsson est engagé par l'équipe principale de la ville, le Västerås SK, reléguée en troisième division. Pendant un an, il reste cependant à Gideonsbergs IF en prêt. A la fin de son prêt, il joue pour le Västerås SK jusqu'en 2012, portant également le brassard de capitaine lors de ses trois dernières années au sein du club.
Après l'expiration de son contrat avec Västerås, Pehrsson devient officiellement joueur de l'IK Sirius en janvier 2013. En mars 2014, il renouvelle son contrat pour deux années supplémentaires, jusqu'à la fin de l'année 2016.
Pehrsson remporte avec l'IK Sirius deux promotions en quatre années, lors de la Division 1 Norra 2013, puis lors de la Superettan 2016. A la fin de l'Allsvenskan 2017, sa première saison dans l'élite suédoise, il est le joueur le plus utilisé de l'équipe, après avoir disputé les 30 matches de championnat.